# 德國伊斯蘭教
德國（德意志聯邦共和國）伊斯蘭教，由於20世紀60年代的勞務移民和自20世紀70年代以來的幾波政治難民，伊斯蘭教已經成為德國的一個可見宗教。根據2011年進行的全國人口普查，德國1.9％的人口（約150萬人）宣稱自己是穆斯林。然而，鑑於許多受訪者可能行使了不發表宗教信仰的權利，這可能會低估真實數字。其中，190萬是德國公民（2.4％）。

## 統計
伊斯蘭教是該國最大的少數民族宗教，基督新教和羅馬天主教的宗教信仰是多數宗教。有210到470萬穆斯林。
在德國，大多數穆斯林是土耳其起源（63.2％），其次是從較小的群體前南斯拉夫國家、阿拉伯國家、巴基斯坦、伊朗和阿富汗。而兩德統一前的德國東部，人口較少。

## 歷史
穆斯林首先移居德國，是十八世紀德國與奧斯曼帝國之間的外交，軍事和經濟關係的一部分。

## 現代
與西歐其他地方一樣，德國穆斯林社區的快速增長導致了社會緊張和政治爭議，部分與伊斯蘭極端主義有關，更普遍的原因是多元文化主義的困難和對Überfremdung的擔憂。
隨者歐洲移民危機開始出現，極右派政黨德國另類選擇以反伊斯蘭、反移民等態勢興起，隨者問題增長，也使得該黨表現出顯著成長。
2018年12月，沒有關於德國清真寺從國外獲得多少資金的官方統計數據。

## 另見
- 漢堡伊斯蘭中心
- 德国宗教

## 註解
1. ↑  "Rauf Ceylan: Muslims in Germany: Religious and Political Challenges and Perspectives in the Diaspora （页面存档备份，存于）,